# Endless Poetry
Endless Poetry ist ein Film des chilenischen Regisseurs Alejandro Jodorowsky aus dem Jahr 2016. In Cannes wurde er 2016 in der Sektion Quinzaine des réalisateurs gezeigt. Der Film bildet den zweiten Teil einer autobiografischen Trilogie, die 2013 mit The Dance of Reality begann. Der deutsche Kinostart ist der 19. Juli 2018.

## Handlung
Der junge Alejandro Jodorowsky lebt in Santiago de Chile und hilft seinem Vater in dessen Laden aus. Entgegen dem Wunsch seiner Familie, ein Studium als Mediziner aufzunehmen, entscheidet er sich jedoch dafür, eine Karriere als Poet zu verfolgen. Er lernt einen Mann kennen, der ihm einen Platz in seinem Studio zur Verfügung stellt, um dort sein künstlerisches Schaffen zu verfolgen. Nach und nach lernt er andere Künstler und Freigeister kennen, die ihn in seinem Traum, Poet zu werden unterstützen, darunter Nicanor Parra, Stella Diáz Varín, die ihn zunächst sehr beeindruckt, und Enrique Lihn, der zu seinem besten Freund wird.
Der Film verfolgt Alejandros Werdegang bis zu seiner Emigration in seine neue Wahlheimat Paris, als er unter den Bedingungen der Präsidentschaft Ibáñez das Land verlässt.

## Kritiken
- „Zum Erlebnis wird dieses Spätwerk, dessen Fertigstellung nur mit Crowdfunding möglich wurde, durch seinen intensiven Flirt mit dem Scheitern. Jodorowsky steht dem Camp nahe, jener Ästhetik, bei der das Erhabene und das Banale sich auf eine unerwartete Weise berühren. Selten hat man das Gefühl, dass das Kino so sehr zu sich selbst kommt.“[1] epd Film

- „It’s a real flight of fancy. Enrique tells Alejandro that “poetry, like the shadow of a flying eagle, leaves no trace on land”. You can’t really say that about Endless Poetry, which leaves its own trace of enjoyment. Unlike a lot of flaccid and directionless magic realism, there is a narrative drive: the traditional drive towards getting on and getting laid of course, but also this impulse to go out and prove himself to his father but also to destroy his father, who kept calling him a maricón, a fag. As it happens, he isn’t. But being a poet is much worse in his homophobic father’s eyes anyway.“[2] The Guardian